# Noaptea vânătorului (film)
Noaptea vânătorului (engleză: The Night of the Hunter) este un  thriller american din  1955  regizat de Charles Laughton (debut regizoral), cu Robert Mitchum, Shelley Winters și Lillian Gish în rolurile principale. Filmul se bazează pe romanul omonim din 1953  scris de Davis Grubb. Scenariul este realizat de James Agee și Laughton. Acțiunea filmului se învârte în jurul unui preot corupt care se transformă în criminal în serie și care-și folosește șarmul său pentru a se căsători cu o tânără văduvă, totul pentru a afla de la cei doi copii ai săi unde a ascuns 10.000 de dolari tatăl lor recent executat de autorități pentru crimă și jaf. Romanul și filmul se bazează pe întâmplările reale din viața reverendului Harry Powers, spânzurat în 1932 pentru uciderea a 2 văduve și a 3 copii în Clarksburg, West Virginia.
Lirica filmului și stilul expresionist sunt diferite de alte filme de la  Hollywood produse în anii 1940 și 1950, influențând mai târziu regizori ca  David Lynch, Martin Scorsese, Terrence Malick, Jim Jarmusch, frații Coen, Rob Zombie și Spike Lee.
În 1992, Noaptea vânătorului a fost considerat ca fiind "cultural, istoric sau estetic semnificativ" de către Biblioteca Congresului Statelor Unite ale Americii, fiind selectat pentru păstrarea sa în Registrul Național de Film.

## Prezentare
Filmul are loc în anii 1930 în Virginia de Vest, de-a lungul râului Ohio. Ben Harper este condamnat la spânzurătoare datorită comiterii unui jaf în care doi oameni au fost uciși. Înainte de a fi prins de poliție ascunde banii furați, dezvăluind locul doar fiului său John, protagonistul filmului. John are o soră mai tânără, Pearl. Reverendul Harry Powell este un criminal în serie și auto-numit predicator, având două cuvinte tatuate pe degetele de la mâini:  "dragoste" și "ură". Acesta ajunge să împartă o celulă la închisoare cu Harper. Powell încearcă să-l facă pe Harper să-i dezvăluie unde a ascuns banii înainte de execuția sa, dar singurul indiciu este un verset biblic pe care Harper îl murmură în somn: "Și un copil mic trebuie să-i conducă."
Convins că Harper a spus secretul copiilor săi, Powell o curtează și se căsătorește cu văduva lui Harper, Willa. Aceasta nu știe care este adevăratul motiv al noului ei soț și consideră căsătoria sa ca o cale spre mântuire. Powell întreabă copii despre bani atunci când sunt singuri, dar aceștia nu-i spun nimic. John este suspectat de Powell și devine protector al surorii sale. Într-o noapte, Willa își aude soțul cum întreabă copii despre bani și astfel își dă seama care este adevărul. Când ea se întinde în pat în aceea noapte, în dormitorul lor de la mansardă, Powell se apleacă asupra ei și-i taie gâtul.
Powell aruncă corpul lui Willa în râu. El află în cele din urmă că banii sunt ascunși în păpușa lui Pearl după ce-l amenință pe John. Cu toate acestea, copiii reușesc să fugă cu banii de-a lungul râului după ce John îl lovește în cap pe Powell. Barca celor doi copii este găsită de Rachel Cooper, o femeie în vârstă care are grijă de câțiva copii vagabonzi sau părăsiți de părinți. Powell îi urmărește și află unde au ajuns, dar Rachel își dă seama că acesta nu este preot. După o confruntare de final, în care Rachel protejează copiii cu o pușcă și cântă imnuri în cursul nopții, Powell este arestat de către poliție, închis și, aparent, condamnat la moarte pentru uciderea Willei și pentru infracțiunile comise asupra copiilor. Spre sfârșitul filmului, Rachel declară că „atunci când ești mic ai mai multă rezistență decât îți va mai da Dumnezeu vreodată.” Filmul se încheie cu ea vorbind despre copii direct spre cameră: „Sunt statornici și îndură.”

## Distribuție
- Robert Mitchum este Părintele Harry Powell
- Shelley Winters este Willa Harper
- Lillian Gish este Rachel Cooper
- Billy Chapin este John Harper
- Evelyn Varden este Icey Spoon
- Peter Graves este Ben Harper
- Sally Jane Bruce este Pearl Harper
- James Gleason este Birdie Steptoe
- Don Beddoe este Walt Spoon
- Gloria Castillo este Ruby

## Primire
Filmul a fost clasificat pe locul 90 în topul 100 Scariest Movie Moments realizat de Bravo.